# Liste der Monuments historiques in Pleubian
Die Liste der Monuments historiques in Pleubian führt die Monuments historiques in der französischen Gemeinde Pleubian auf.

## Liste der Bauwerke
| Bezeichnung                    | Beschreibung    | Standort | Kennzeichnung | Schutzstatus | Datum | Bild           |
| ------------------------------ | --------------- | -------- | ------------- | ------------ | ----- | -------------- |
| Kreuz                          | 15. Jahrhundert | (Lage)   | PA00089433    | Classé       | 1907  | weitere Bilder |
| Steinreihe von Poul-ar-Varquez | Neolithikum     | (Lage)   | PA00089432    | Inscrit      | 1982  | weitere Bilder |
| Leuchtturm Héaux de Bréhat     | Erbaut 1840     | (Lage)   | PA22000031    | Classé       | 2011  | weitere Bilder |

## Liste der Objekte
- Monuments historiques (Objekte) in Pleubian in der Base Palissy des französischen Kultusministeriums